# Tredje slaget vid Panipat
Tredje slaget vid Panipat stod 14 januari 1761 vid byn Panipat i nordvästra Indien. Afghanernas kung Ahmed Shah Durrani besegrade de sedan länge på platsen belägrade maratherna under fursten Sedasheo Rao Bao. De totala förlusterna i människoliv under slaget torde ha uppgått till mellan 50 000 och 100 000 man.
Slagets utgång innebar i första hand att marathernas expansion i Indien på stormogulens bekostnad hejdades.